# آلیانس فیلمز
آلیانس فیلمز (انگلیسی: Alliance Films) یک شرکت تولید و توزیع فیلم در شهر مونترآل، کانادا بوده است.
این شرکت که در سال ۱۹۸۴ تأسیس شده در سال ۲۰۱۳ منحل شده است.

## فیلم‌شناسی
- آخرت شیرین (تولید)
- ۱۹۸۱ (توزیع)
- شوتم آپ (تولید)
- مدرسه پلی‌تکنیک (توزیع)
- خلیج (تولید)
- موذی (توزیع)
- شب پرام (تولید)
- دختری با خالکوبی اژدها (تولید)
- به سوی جنوب (تولید)
- شهر مرزی (توزیع دی‌وی‌دی)